# Chuyến bay 085 của Korean Air
Ngày 11 tháng 9 năm 2001, Chuyến bay 085 của Korean Air, một chiếc Boeing 747-400 khởi hành từ Sân bay Quốc tế Incheon ở Seoul, Hàn Quốc, đang trên đường đến Sân bay Quốc tế Ted Stevens ở Anchorage, Alaska thì các phi hành đoàn nhận được thông báo về Sự kiện 11 tháng 9 trên nước Mỹ. Sau khi nghe thông báo, phi công gửi tín hiệu ACARS bao gồm các chữ cái "HJK" (hijack), một tín hiệu được hiểu là tín hiệu cầu cứu cho biết chuyến bay đã gặp không tặc. Khi được lệnh khẩn cấp 7500, phi công đã tuân thủ mà không gặp khó khăn.
Chuyến bay 085 sau đó nhận được lệnh chuyển hướng đến Sân bay Quốc tế Whitehorse ở Yukon, Canada. Các quan chức Hoa Kỳ và Thủ tướng Canada Jean Chrétien ra lệnh bắn hạ máy bay nếu không hợp tác. Các phi công đã tuân thủ và chuyến bay đã hạ cánh an toàn tại Whitehorse, với sự hộ tống của các máy bay phản lực F-15 của Hoa Kỳ. Chuyến bay sau đó được xác định báo động không tặc là sự cố khi gửi tin nhắn cho hãng hàng không.